# Fuscidea asbolodes
Fuscidea asbolodes är en lavart som först beskrevs av William Nylander och fick sitt nu gällande namn av Hannes Hertel och Volkmar Wirth. 
Fuscidea asbolodes ingår i släktet Fuscidea och familjen Fuscideaceae. Inga underarter finns listade i Catalogue of Life.